# خوزابيد
خوزابيد سانشيز رويز (بالإسبانية: Jozabed Sánchez Ruiz)‏ هو لاعب كرة قدم إسباني في مركز الوسط ولد في يوم 8 مارس 1991 في بلدة مايرينا دي ألكور في إسبانيا، يلعب حالياً مع نادي سيلتا فيغو كمعار من نادي فولهام وسبق له اللعب مع نادي بونفيرادينا وريال خاين ورايو فايكانو ويبلغ طوله 180 سم.

## روابط خارجية
- خوزابيد على موقع قاعدة بيانات كرة القدم.إي يو (الإنجليزية)
- خوزابيد على موقع Soccerbase.com (لاعب) (الإنجليزية)
- خوزابيد على موقع Soccerway.com (الإنجليزية)
- خوزابيد على موقع عالم كرة القدم.نت (الإنجليزية)
- خوزابيد على موقع AS.com (الإسبانية)